# Маргала (село)
Маргала (алт. Маргалу) — посёлок в Усть-Коксинском районе Республики Алтай России. Входит в состав Чендекского сельского поселения. 

## География
Расположено в приграничной территории юго-западной части Республики Алтай в горно-степной зоне и находится у реки Маргала.
Уличная сеть состоит из четырёх географических объектов: Набережный пер., ул. Заречная,  ул. Лесная,  ул. Центральная.

## Население
| 2010 | 2011 | 2012 | 2013 | 2014 | 2015 |
| ---- | ---- | ---- | ---- | ---- | ---- |
| 123  | →123 | ↗126 | ↗129 | ↘124 | ↗128 |
| 2016 |      |      |      |      |      |
| ↘122 |      |      |      |      |      |

Национальный состав
Согласно результатам переписи 2002 года, в национальной структуре населения 
русские  составляли  66 % от общей численности населения в 116 жителей.

## Инфраструктура
Личное подсобное хозяйство. Животноводство.

## Транспорт
Находится на автодороге регионального значения «Подъезд к п. Маргала» (идентификационный номер 84К-65) длиной 4,773 км.  (Постановление Правительства Республики Алтай от 12.04.2018 N 107 «Об утверждении Перечня автомобильных дорог общего пользования регионального значения Республики Алтай и признании утратившими силу некоторых постановлений Правительства Республики Алтай»).
Просёлочные дороги.